# Oświata w Olsztynie
Początki oświaty w Olsztynie sięgają średniowiecza, ale pierwsze wiadomości o szkole, która była w tamtym okresie instytucją kościelną, pochodzą z akt parafialnych z 1565 r.

Obecnie Olsztyn jest największym ośrodkiem edukacyjnym województwa warmińsko-mazurskiego oraz jednym z najważniejszych w północnej Polsce. Miasto posiada istniejący od 1999 roku uniwersytet, kilka niepublicznych szkół wyższych, około 30 państwowych szkół ponadgimnazjalnych (licea ogólnokształcące i profilowane, technika i szkoły zawodowe) oraz szereg gimnazjów i szkół podstawowych.

## Szkoły podstawowe
Publiczne szkoły podstawowe w Olsztynie:
- Katolicka Szkoła Podstawowa im. Świętej Rodziny, ul. Wyszyńskiego 11
- Szkoła Podstawowa nr 1 im. Ryszarda Knosały, ul. Moniuszki 10
- Szkoła Podstawowa nr 2 im. Jarosława Dąbrowskiego, ul. Kościuszki 70
- Szkoła Podstawowa nr 3 im. Kawalerów Orderu Uśmiechu, ul. Kołobrzeska 13M
- Szkoła Podstawowa nr 4 (specjalna), ul. Turowskiego 1
- Szkoła Podstawowa nr 6 im. Konstantego Ildefonsa Gałczyńskiego, ul. Gdyńska 17
- Szkoła Podstawowa nr 7, im. Leona Kruczkowskiego, al. Przyjaciół 42
- Szkoła Podstawowa nr 8 (specjalna), al. marsz. J. Piłsudskiego 42
- Szkoła Podstawowa nr 9, ul. Zamenhofa 14
- Szkoła Podstawowa nr 10 im. Władysława Broniewskiego, ul. Niepodległości 18
- Szkoła Podstawowa nr 13 im. Komisja Edukacji Narodowej, ul. Puszkina 11
- Szkoła Podstawowa nr 15 im. Wojciecha Kętrzyńskiego, ul. Kętrzyńskiego 10
- Szkoła Podstawowa nr 16 (specjalna), ul. 5. Wileńskiej Brygady AK 5a
- Szkoła Podstawowa nr 17 (specjalna), ul. Grzegorzewskiej 6
- Szkoła Podstawowa nr 18 im. Orła Białego, ul. Żytnia 71
- Szkoła Podstawowa nr 19 im. Mikołaja Kopernika, ul. Bałtycka 151
- Szkoła Podstawowa nr 20 (specjalna dla uczniów z chorobami przewlekłymi), ul. Żołnierska 18
- Szkoła Podstawowa nr 21 (specjalna), ul. Wojska Polskiego 35
- Szkoła Podstawowa nr 22, im. Marii Dąbrowskiej, ul. Żołnierska 26
- Szkoła Podstawowa nr 23 Mistrzostwa Sportowego Mariana G. Bublewicza, ul. Gietkowska 12
- Szkoła Podstawowa nr 25 z Oddziałami Integracyjnymi, ul. Wańkowicza 1
- Szkoła Podstawowa nr 28 (specjalna), al. Piłsudskiego 42
- Szkoła Podstawowa nr 29 im. Jana Liszewskiego, ul. Iwaszkiewicza 44
- Szkoła Podstawowa nr 30 im. Marii Zientary-Malewskiej, ul. Pieczewska 10
- Szkoła Podstawowa nr 32, ul. Wiecherta 14
- Szkoła Podstawowa nr 33 im. Funduszu Narodów Zjednoczonych na Rzecz Dzieci UNICEF, ul. Stramkowskiej 13
- Szkoła Podstawowa nr 34, ul. Herdera 3

Niepubliczne szkoły podstawowe w Olsztynie:
- Niepubliczna Szkoła „Absolwent”, ul. Jasna 2
- Niepubliczna Szkoła Podstawowa „Piątka”, ul. Piłsudskiego 54a
- Szkoła Podstawowa „Jedenastka”, ul. Jagiellońska 8
- Szkoła Podstawowa Akademia Prymusa, ul. Metalowa 6

## Szkoły ponadpodstawowe

### Licea ogólnokształcące
- I Liceum Ogólnokształcące im. A. Mickiewicza
- II Liceum Ogólnokształcące im. K.I. Gałczyńskiego
- III Liceum Ogólnokształcące im. M. Kopernika
- IV Liceum Ogólnokształcące im. M. Skłodowskiej-Curie
- V Liceum Ogólnokształcące im. Wspólnej Europy
- VI Liceum Ogólnokształcące im. G. Narutowicza
- VII Liceum Ogólnokształcące im. Jędrzeja Śniadeckiego
- VIII Liceum Ogólnokształcące im. C.K. Norwida
- IX Liceum Ogólnokształcące
- X Liceum Ogólnokształcące Mistrzostwa Sportowego
- XI Liceum Ogólnokształcące w Olsztynie
- XII Liceum Ogólnokształcące Akademickie
- ATENA – Liceum Ogólnokształcące dla Dorosłych
- ATENA – Uzupełniające Liceum Ogólnokształcące dla Dorosłych

### Szkoły zawodowe
- Technikum (w Zespole Szkół Chemicznych i Ogólnokształcących im. J.Śniadeckiego)
- Branżowa Szkoła I Stopnia Specjalna (w Specjalnym Ośrodku Szkolno-Wychowawczym)
- Państwowe Liceum Plastyczne

#### Zespoły szkół
- Zespół Szkół Samochodowych im. por. A.M. Bocheńskiego
- Zespół Szkół Ekonomiczno-Handlowych im. Polaków spod Znaku Rodła
- Zespół Szkół Budowlanych im. Żołnierzy Armii Krajowej
- Zespół Szkół Gastronomiczno-Spożywczych
- Zespół Szkół Elektronicznych i Telekomunikacyjnych
- Zespół Szkół Ekonomicznych im. M.Kopernika
- Zespół Szkół Mechaniczno-Energetycznych im. T. Kościuszki
- Zespół Szkół Chemicznych i Ogólnokształcących im. J.Śniadeckiego
- Zespół Szkół Specjalnych

### Szkoły policealne i pomaturalne
- ATENA – Policealna Szkoła Zawodowa

## Szkoły wyższe
- Uniwersytet Warmińsko-Mazurski
- Olsztyńska Szkoła Wyższa im. Józefa Rusieckiego
- Wyższa Szkoła Informatyki i Ekonomii TWP
- Wyższa Szkoła Informatyki i Zarządzania im. Prof. Tadeusza Kotarbińskiego
- Wyższe Seminarium Duchowne Metropolii Warmińskiej HOSIANUM
- Wyższa Szkoła Pedagogiczna im. Janusza Korczaka w Warszawie – Wydział Nauk Humanistyczno-Społecznych w Olsztynie